# Pieter Gerardus van Os

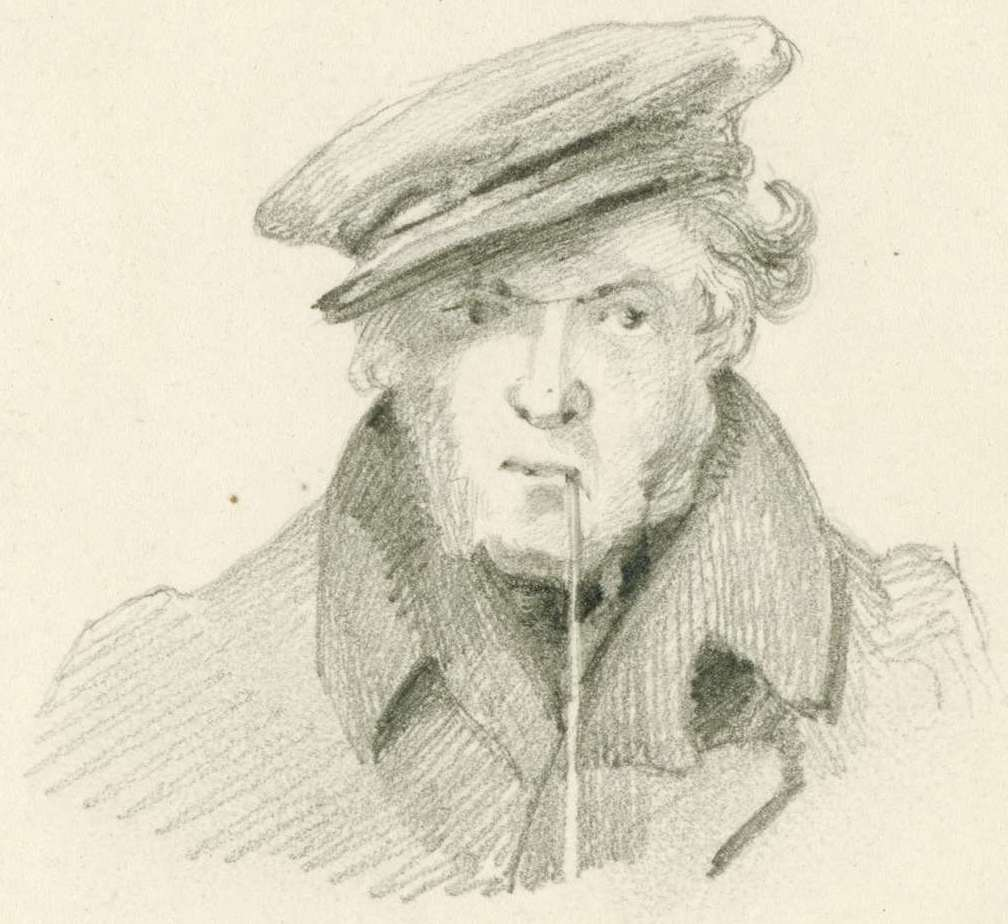
Pieter Gerardus van Os. Selbstbildnis

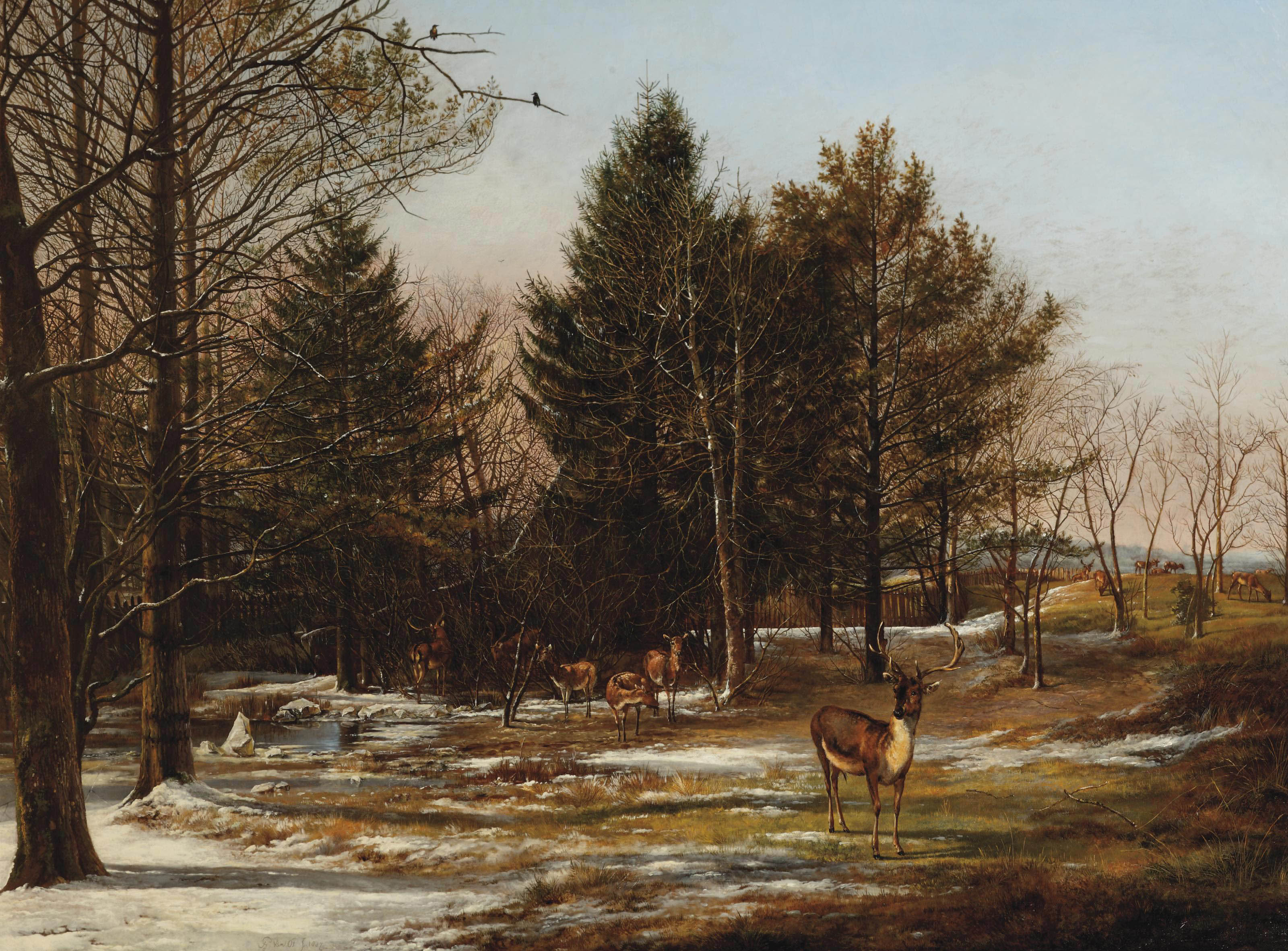
Eine bewaldete Winterlandschaft mit Rehen

Pieter Gerardus van Os (* 8. Oktober 1776 in Den Haag; † 28. März 1839 ebenda) war ein niederländischer Tier- und Landschaftsmaler, Radierer und Lithograf.

## Leben
Van Os war ein Sohn von Jan van Os und Susanna de la Croix und Bruder von George Jacobus Johannes van Os und Maria Margaretha van Os. Er studierte bei seinem Vater und von 1794 bis 1795 an der Tekenakademie in Den Haag. In dieser Zeit kopierte er Werke von Paulus Potter und anderer Tiermaler. Seine Kopie des Werkes von Potter „Junger Bulle“ wurde vom Prinz von Oranien Wilhelm V. gekauft.
Nach seiner Ausbildung wurde er Zeichenlehrer in Amsterdam, wo er auch Miniaturporträts anfertigte. Um 1805 begann er sich auf Landschaftsmalereien mit Vieh zu spezialisieren. Er folgte dem Beispiel der Meister des 17. Jahrhunderts, wie dem bekannten Tiermaler Paulus Potter.
In den frühen Jahren des 19. Jahrhunderts besaß Pieter Gerardus van Os ein Atelier in Amsterdam und unter seinen Schülern waren Wouterus Verschuur (1812–1874), Simon van den Berg (1812–1891), Guillaume Anne van der Brugghen (1811–1891) und Jan van Ravenswaay (1789–1869).
In den Jahren 1813–1814 nahm Van Os als Kapitän eines Freiwilligenkorps an der Belagerung der von französischen Truppen besetzten  Festung Naarden teil. Diese Erfahrungen führten zu einer Reihe von Gemälden mit militärischen Themen, von denen ein Gemälde vom Zaren Alexander I. erworben wurde. Danach malte er wieder Landschaften mit Vieh.
1808 bekam er einen Sohn, Pieter Frederik van Os (1808–1892), der die niederländische Tradition der Landschaftsmalerei bis zum Ende des 19. Jahrhunderts fortsetzte.
Seit 1820 war er Mitglied der Königlich Niederländischen Akademie der Wissenschaften (seinerzeit Koninklijk Instituut, vierde klasse).